# پایلوت پوینت (تگزاس)
پایلوت پوینت، تگزاس(به انگلیسی: Pilot Point, Texas) شهری در ایالت تگزاس از ایالات جنوبی ایالات متحده آمریکا است. در سرشماری سال ۲۰۰۰، جمعیت این شهر ۳۵۳۸ نفر اعلام شد.